# Dohertyorsidis dohertyi
Dohertyorsidis dohertyi är en skalbaggsart som först beskrevs av Stefan von Breuning 1960.  Dohertyorsidis dohertyi ingår i släktet Dohertyorsidis och familjen långhorningar. Inga underarter finns listade i Catalogue of Life.